# Мсерианц, Мсер Григорьевич
Мсер Григорьевич Мсерианц (Мсерян) (24 декабря 1808 (5 января 1809), Смирна, Османская империя — 2 (14) августа 1873, Москва) — армянский поэт, этнограф, богослов и священник.
Был старшим учителем (законоучителем) Лазаревского института восточных языков в Москве; магистр армянского богословия.
Издатель литературно-критического сборника «Парос». Его лучшие поэмы изданы отдельно в 1864 году.
Его популярные руководства по Закону Божию обратили на себя внимание французских и английских ориенталистов. В конце жизни Мсерианц писал историю армянских патриархов и армянского народа за последнее столетие.

## Семья
Сын — Зармайр Мсерович (1836—1899) — цензор Московского цензурного комитета; внук — Левой Зармайрович (1867—1933) — востоковед, профессор.